# Puente Español de Agaña
El Puente Español de Agaña (en inglés: Agana Spanish Bridge, o bien Puente San Antonio, San Antonio Bridge) es un puente de arco de piedra construido en 1800 en Agaña, Guam (también conocido como Agana o  Hagåtña) , durante la administración del gobernador español Manuel Muro, fue llamado así por San Antonio de Padua. Es el único puente superviviente español en agaña, que es la capital del territorio dependiente de los Estados Unidos de Guam. También conocido como Sagon me Tolai Acho, se encuentra en la esquina suroeste de la calle Aspenall St. y Rte . 1 y fue incluido en el Registro Nacional de Lugares Históricos en 1974. 
Originalmente cruzaba el río Hagåtña, que fue desviado después, y conecta el distrito de San Ignacio al distrito de Bilibic. El puente fue dañado en el bombardeo durante la reconquista estadounidense de Guam de manos de Japón en 1944. El río agaña fue redirigido a otra parte, luego; entonces el sitio se convirtió en un parque y el puente fue restaurado en 1966. La restauración incluyó la sustitución de partes del puente por un " muro de hormigón estilizado" . Un área del estanque de cemento rectangular sustituyó al antiguo cauce del río bajo el puente. 